# Cratere Kishar
Kishar è un cratere sulla superficie di Ganimede.